# 度戈妥珠单抗
度戈妥珠单抗（INN：Duligotuzumab）是一种双特异性人源化IgG1单克隆抗体，设计用于治疗癌症。它充当免疫调节剂并与EGFR和HER3结合。它由罗氏公司开发。针对头颈癌和结直肠癌的临床开发已停止，但与考比替尼联合使用的I期试验正在评估实体瘤治疗的安全性。